# Solo 2.0
Solo 2.0 – debiutancki album studyjny włoskiego piosenkarza Marco Mengoniego wydany 27 września 2011 nakładem wytwórni Sony Music Italy. 
Album promowały single „Solo (Vuelta al ruedo)”, „Tanto il resto cambia” i „Dall’inferno”.
Krążek zadebiutował na pierwszym miejscu włoskiej listy najczęściej kupowanych płyt i uzyskał status złotej płyty w kraju.

## Single
1 września 2011 Mengoni opublikował pierwszy singiel z płyty, którym został utwór „Solo (Vuelta al ruedo)”. Piosenka zadebiutowała na czwarty miejscu krajowej listy przebojów. W październiku piosenkarz opublikował drugi singiel promujący album, którym został numer „Tanto il resto cambia”. Pod koniec stycznia 2012 premierę miał trzeci i ostatni singiel z płyty – „Dall’inferno”. 

## Lista utworów
Spis sporządzono przy użyciu materiału źródłowego:
| Nr  | Tytuł utworu             | Autor(zy)                                                                            | Długość |
| --- | ------------------------ | ------------------------------------------------------------------------------------ | ------- |
| 1.  | „Solo (Vuelta al ruedo)” | Marco Mengoni, Piero Calabrese, Massimo Calabrese, Stella Fabiani, Stefano Calabrese | 4:26    |
| 2.  | „Un gioco sporco”        | Mengoni, P. Calabrese, M. Calabrese, Fabiani, S. Calabrese                           | 3:50    |
| 3.  | „Tanto il resto cambia”  | Mengoni, P. Calabrese, M. Calabrese, Fabiani, S. Calabrese                           | 3:58    |
| 4.  | „Searching”              | Mengoni, P. Calabrese, M. Calabrese, Fabiani, S. Calabrese, Eric Daniel              | 3:29    |
| 5.  | „Uranio 22”              | Mengoni, P. Calabrese, M. Calabrese, Fabiani, S. Calabrese                           | 3:23    |
| 6.  | „Come ti senti”          | Mengoni, P. Calabrese, M. Calabrese, Fabiani, S. Calabrese                           | 3:51    |
| 7.  | „L’equilibrista”         | Mengoni, P. Calabrese, M. Calabrese, Fabiani, S. Calabrese                           | 4:10    |
| 8.  | „Mangialanima”           | Glen Byrne, Jim Duguid, John Fortis, Giuseppe Peveri                                 | 3:38    |
| 9.  | „Un finale diverso”      | Neffa, Mengoni, P. Calabrese, M. Calabrese, Fabiani, S. Calabrese                    | 3:30    |
| 10. | „Tonight”                | Mengoni, P. Calabrese, M. Calabrese, Fabiani, S. Calabrese, Daniel                   | 2:52    |
| 11. | „Dall’inferno”           | Mengoni, P. Calabrese, M. Calabrese, Fabiani, S. Calabrese                           | 4:01    |
| 12. | „Solo (Bolero)”          | Mengoni, P. Calabrese, M. Calabrese, Fabiani, S. Calabrese                           | 5:43    |
|     |                          |                                                                                      | 46:51   |

## Notowania i certyfikaty
| Kraj   | Lista (2010)  | Najwyższe miejsce |
| ------ | ------------- | ----------------- |
| Włochy | Album Top 100 | 1                 |

| Kraj   | Lista (2010)  | Najwyższe miejsce |
| ------ | ------------- | ----------------- |
| Włochy | Album Top 100 | 47                |

### Certyfikaty
| Kraj   | Certyfikat | Sprzedaż |
| ------ | ---------- | -------- |
| Włochy | Złoto      | 30 000   |